# Comuna Malovodeane, Dolînska
Malovodeane (în ucraineană Маловодяне) este o comună în raionul Dolînska, regiunea Kirovohrad, Ucraina, formată din satele Cervone Ozero, Doroșenkove, Malovodeane (reședința), Novoklînți, Peatîhatkî, Pîsanka și Proletarske.

## Demografie
Componența lingvistică a comunei Malovodeane
     Ucraineană (92,73%)
     Rusă (4,59%)
     Alte limbi (1,28%)
Conform recensământului din 2001, majoritatea populației comunei Malovodeane era vorbitoare de ucraineană (92,73%), existând în minoritate și vorbitori de rusă (4,59%).